# Fredrik Areschoug
Fredrik Wilhelm Christian Areschoug (9. oktober 1830–21. december 1908) var en svensk botaniker.
Areschoug, der var professor ved Lunds Universitet 1879–1898, beskæftigede sig især med systematik og morfologi og udgav en Skånes Flora i 1866. Han virkede, for at der skulle oprettes et botanisk institut ved Lunds Universitet, hvilket lykkedes i 1892.
Autornavnet F.Aresch. kan bruges for Fredrik Areschoug sammen med et videnskabeligt artsnavn inden for botanikken. (Wikipedia-artikler der bruger autornavnet)